# Atletismo nos Jogos Olímpicos de Verão de 2020 - 800 m feminino
O evento dos 800 metros feminino nos Jogos Olímpicos de Verão de 2020 ocorreu entre os dias 30 de julho e 3 de agosto no Estádio Olímpico. Esperava-se que aproximadamente cinquenta atletas participassem.

## Qualificação
Um Comitê Olímpico Nacional (CON) pode inscrever até 3 atletas qualificados no evento feminino dos 800 metros desde que todos as atletas atendam ao padrão de inscrição ou se classifiquem pelo ranking durante o período de qualificação (o limite de 3 está em vigor desde o Congresso Olímpico de 1930). O tempo padrão a qualificação foi 1:59.50. Este padrão foi "estabelecido com o único propósito de qualificar atletas com desempenhos excepcionais incapazes de se qualificar através do caminho do Ranking Mundial da IAAF". O ranking mundial, baseado na média dos cinco melhores resultados do atleta durante o período de qualificação e ponderado pela importância do evento, foi usado para qualificar as atletas até que o limite de 48 fosse alcançado.
O período de qualificação foi originalmente de 1 de maio de 2019 a 29 de junho de 2020. Devido à pandemia de COVID-19, este período foi suspenso de 6 de abril de 2020 a 30 de novembro de 2020, com a data de término estendida para 29 de junho de 2021. O início do período do ranking mundial a data também foi alterada de 1 de maio de 2019 para 30 de junho de 2020; as atletas que atingiram o padrão de qualificação naquela época ainda estavam qualificados, mas aqueles que usavam as classificações mundiais não seriam capazes de contar os desempenhos durante esse tempo. Os padrões de tempo de qualificação podem ser obtidos em várias competições durante o período determinado que tenham a aprovação da IAAF. Tanto competições ao ar livre quanto em recinto fechado eram elegíveis para a qualificação. Os campeonatos continentais mais recentes podem ser contados no ranking, mesmo que não durante o período de qualificação.
Os CONs também podem usar sua vaga de universalidade – cada CON pode inscrever uma atleta independentemente do tempo, se não houver nenhuma atleta que atenda ao padrão de entrada a um evento de atletismo – nos 800 metros.

## Formato
O evento continua a usar o formato de três fases principais introduzido em 2012. São 6 baterias iniciais, com as 3 primeiras colocadas em cada bateria e os 6 melhores tempos no geral avançando para as semifinais. Na fase seguinte, as 2 primeiras colocadas em cada semifinal e os próximos 2 tempos gerais avançam para a final.

## Calendário
Horário local (UTC +9)
| 30 de julho   | 31 de julho | 3 de agosto |
| 10:25         | 20:50       | 21:25       |
| ------------- | ----------- | ----------- |
| Eliminatórias | Semifinais  | Final       |

## Medalhistas
| Ouro   | USA Athing Mu        |
| Prata  | GBR Keely Hodgkinson |
| Bronze | USA Raevyn Rogers    |

## Recordes
| Tipo             | Atleta                | Tempo   | Local                      | Data                |
| ---------------- | --------------------- | ------- | -------------------------- | ------------------- |
| Recorde mundial  | Jarmila Kratochvílová | 1:53.28 | Munique, Alemanha Oriental | 26 de julho de 1983 |
| Recorde olímpico | Nadiya Olizarenko     | 1:53.43 | Moscou, União Soviética    | 27 de julho de 1980 |

### Por região
| Area                               | Tempos  | Atleta                | Nação     |
| ---------------------------------- | ------- | --------------------- | --------- |
| África                             | 1:54.01 | Pamela Jelimo         | Quénia    |
| Ásia                               | 1:55.54 | Liu Dong              | China     |
| Europa                             | 1:53.28 | Jarmila Kratochvílová | Chéquia   |
| América do Norte, Central e Caribe | 1:54.44 | Ana Fidelia Quirot    | Cuba      |
| Oceania                            | 1:58.09 | Catriona Bisset       | Austrália |
| América do Sul                     | 1:56.58 | Letitia Vriesde       | Suriname  |

Os seguintes recordes nacionais foram estabelecidos durante a competição:
| CON            | Atleta           | Rodada        | Tempo   | Notas |
| -------------- | ---------------- | ------------- | ------- | ----- |
| Finlândia      | Sara Kuivisto    | Eliminatórias | 2:00.15 |       |
| Finlândia      | Sara Kuivisto    | Semifinais    | 1:59.41 |       |
| Estados Unidos | Athing Mu        | Final         | 1:55.21 |       |
| Grã-Bretanha   | Keely Hodgkinson | Final         | 1:55.88 |       |

## Resultados

### Eliminatórias
Regras de qualificação: as 3 primeiras atletas em cada bateria (Q) e os seguintes 6 tempos mais rápidos (q) avançam as semifinais.

#### Bateria 1
| Pos. | Raia | Atleta          | CON           | Tempo   | Notas |
| ---- | ---- | --------------- | ------------- | ------- | ----- |
| 1    | 3    | Renelle Lamote  | FRA França    | 2:01.92 | Q     |
| 2    | 5    | Winnie Nanyondo | UGA Uganda    | 2:02.02 | Q     |
| 3    | 2    | Lore Hoffmann   | SUI Suíça     | 2:02.05 | Q     |
| 4    | 4    | Angelica Sarna  | POL Polônia   | 2:02.18 |       |
| 5    | 8    | Madeleine Kelly | CAN Canadá    | 2:02.39 |       |
| 6    | 6    | Morgan Mitchell | AUS Austrália | 2:05.44 |       |
| —    | 7    | Līga Velvere    | LAT Letônia   | —       | DNF   |

#### Bateria 2
| Pos. | Raia | Atleta          | CON                               | Tempo   | Notas |
| ---- | ---- | --------------- | --------------------------------- | ------- | ----- |
| 1    | 1    | Natoya Goule    | JAM Jamaica                       | 1:59.83 | Q     |
| 2    | 3    | Noélie Yarigo   | BEN Benim                         | 2:00.11 | Q,    |
| 3    | 2    | Hedda Hynne     | NOR Noruega                       | 2:00.76 | Q     |
| 4    | 4    | Halimah Nakaayi | UGA Uganda                        | 2:00.92 | q     |
| 5    | 6    | Katharina Trost | GER Alemanha                      | 2:00.99 | q     |
| 6    | 8    | Eunice Sum      | KEN Quênia                        | 2:03.00 |       |
| 7    | 5    | Nadia Power     | IRL Irlanda                       | 2:03.74 |       |
| 8    | 7    | Rose Lokonyen   | EOR Equipe Olímpica de Refugiados | 2:11.87 |       |

#### Bateria 3
| Pos. | Raia | Atleta                | CON                | Tempo   | Notas |
| ---- | ---- | --------------------- | ------------------ | ------- | ----- |
| 1    | 2    | Athing Mu             | USA Estados Unidos | 2:01.10 | Q     |
| 2    | 5    | Habitam Alemu         | ETH Etiópia        | 2:01.20 | Q     |
| 3    | 7    | Joanna Jóźwik         | POL Polônia        | 2:01.87 | Q     |
| 4    | 6    | Melissa Bishop-Nriagu | CAN Canadá         | 2:02.11 |       |
| 5    | 3    | Christina Hering      | GER Alemanha       | 2:02.23 |       |
| 6    | 4    | Bianka Kéri           | HUN Hungria        | 2:02.82 |       |
| 7    | 8    | Louise Shanahan       | IRL Irlanda        | 2:03.57 |       |

#### Bateria 4
| Pos. | Raia | Atleta                  | CON                | Tempo   | Notas |
| ---- | ---- | ----------------------- | ------------------ | ------- | ----- |
| 1    | 5    | Raevyn Rogers           | USA Estados Unidos | 2:01.42 | Q     |
| 2    | 7    | Keely Hodgkinson        | GBR Grã-Bretanha   | 2:01.59 | Q     |
| 3    | 1    | Mary Moraa              | KEN Quênia         | 2:01.66 | Q     |
| 4    | 6    | Netsanet Desta          | ETH Etiópia        | 2:01.98 |       |
| 5    | 4    | Lindsey Butterworth     | CAN Canadá         | 2:02.45 |       |
| 6    | 3    | Anna Wielgosz           | POL Polônia        | 2:03.20 |       |
| 7    | 8    | Síofra Cléirigh Büttner | IRL Irlanda        | 2:04.62 |       |
| 8    | 2    | Nimali Waliwarsha       | SRI Sri Lanka      | 2:10.23 |       |

#### Bateria 5
| Pos. | Raia | Atleta            | CON                          | Tempo   | Notas           |
| ---- | ---- | ----------------- | ---------------------------- | ------- | --------------- |
| 1    | 8    | Rose Mary Almanza | CUB Cuba                     | 2:00.71 | Q               |
| 2    | 3    | Déborah Rodríguez | URU Uruguai                  | 2:00.90 | Q               |
| 3    | 1    | Rababe Arafi      | MAR Marrocos                 | 2:00.96 | (.957), q       |
| 4    | 4    | Alexandra Bell    | GBR Grã-Bretanha             | 2:00.96 | (.960), q       |
| 5    | 6    | Catriona Bisset   | AUS Austrália                | 2:01.65 |                 |
| 6    | 5    | Delia Sclabas     | SUI Suíça                    | 2:03.03 |                 |
| 7    | 7    | Shafiqua Maloney  | VIN São Vicente e Granadinas | 2:07.89 |                 |
| 8    | 2    | D'Jamila Tavares  | STP São Tomé e Príncipe      | 2:16.72 | Recorde pessoal |

#### Bateria 6
| Pos. | Raia | Atleta               | CON                | Tempo   | Notas                |
| ---- | ---- | -------------------- | ------------------ | ------- | -------------------- |
| 1    | 4    | Jemma Reekie         | GBR Grã-Bretanha   | 1:59.97 | Q                    |
| 2    | 1    | Ajeé Wilson          | USA Estados Unidos | 2:00.02 | Q                    |
| 3    | 7    | Wang Chunyu          | CHN China          | 2:00.05 | Q                    |
| 4    | 6    | Sara Kuivisto        | FIN Finlândia      | 2:00.15 | q,                   |
| 5    | 8    | Elena Bellò          | ITA Itália         | 2:01.07 | q                    |
| 6    | 2    | Natalia Romero       | ESP Espanha        | 2:01.16 | q,                   |
| 7    | 5    | Gabriela Gajanová    | SVK Eslováquia     | 2:01.41 | Recorde da temporada |
| 8    | 3    | Emily Cherotich Tuei | KEN Quênia         | 2:08.08 |                      |

### Semifinais
Regras de qualificação: as 2 primeiras atletas em cada bateria (Q) e os seguintes 2 tempos mais rápidos (q) avançam a final.

#### Semifinal 1
| Pos. | Raia | Atleta          | CON                | Tempo   | Notas |
| ---- | ---- | --------------- | ------------------ | ------- | ----- |
| 1    | 5    | Natoya Goule    | JAM Jamaica        | 1:59.57 | Q     |
| 2    | 3    | Jemma Reekie    | GBR Grã-Bretanha   | 1:59.77 | Q     |
| 3    | 8    | Mary Moraa      | KEN Quênia         | 2:00.47 |       |
| 4    | 4    | Ajeé Wilson     | USA Estados Unidos | 2:00.79 |       |
| 5    | 2    | Joanna Jóźwik   | POL Polônia        | 2:02.32 |       |
| 6    | 1    | Elena Bellò     | ITA Itália         | 2:02.35 |       |
| 7    | 7    | Hedda Hynne     | NOR Noruega        | 2:02.38 |       |
| 8    | 6    | Halimah Nakaayi | UGA Uganda         | 2:04.44 |       |

#### Semifinal 2
| Pos. | Raia | Atleta         | CON                | Tempo   | Notas            |
| ---- | ---- | -------------- | ------------------ | ------- | ---------------- |
| 1    | 4    | Athing Mu      | USA Estados Unidos | 1:58.07 | Q                |
| 2    | 3    | Habitam Alemu  | ETH Etiópia        | 1:58.40 | Q                |
| 3    | 5    | Alexandra Bell | GBR Grã-Bretanha   | 1:58.83 | q                |
| 4    | 7    | Lore Hoffmann  | SUI Suíça          | 1:59.38 |                  |
| 5    | 6    | Renelle Lamote | FRA França         | 1:59.40 |                  |
| 6    | 1    | Sara Kuivisto  | FIN Finlândia      | 1:59.41 | Recorde nacional |
| 7    | 8    | Noélie Yarigo  | BEN Benim          | 2:01.41 |                  |
| 8    | 2    | Natalia Romero | ESP Espanha        | 2:01.52 |                  |

#### Semifinal 3
| Pos. | Raia | Atleta            | CON                | Tempo   | Notas                |
| ---- | ---- | ----------------- | ------------------ | ------- | -------------------- |
| 1    | 5    | Keely Hodgkinson  | GBR Grã-Bretanha   | 1:59.12 | Q                    |
| 2    | 8    | Wang Chunyu       | CHN China          | 1:59.14 | Q,                   |
| 3    | 3    | Raevyn Rogers     | USA Estados Unidos | 1:59.28 | q                    |
| 4    | 4    | Rose Mary Almanza | CUB Cuba           | 1:59.65 |                      |
| 5    | 1    | Winnie Nanyondo   | UGA Uganda         | 1:59.84 | Recorde da temporada |
| 6    | 7    | Rababe Arafi      | MAR Marrocos       | 1:59.86 |                      |
| 7    | 2    | Déborah Rodríguez | URU Uruguai        | 2:01.76 |                      |
| 8    | 6    | Katharina Trost   | GER Alemanha       | 2:02.14 |                      |

### Final
A final foi disputada em 3 de agosto, às 21:25 locais.
| Pos.              | Raia | Atleta           | CON                | Tempo   | Notas                |
| ----------------- | ---- | ---------------- | ------------------ | ------- | -------------------- |
| Medalha de ouro   | 3    | Athing Mu        | USA Estados Unidos | 1:55.21 | Recorde nacional     |
| Medalha de prata  | 4    | Keely Hodgkinson | GBR Grã-Bretanha   | 1:55.88 | Recorde nacional     |
| Medalha de bronze | 8    | Raevyn Rogers    | USA Estados Unidos | 1:56.81 | Recorde pessoal      |
| 4                 | 6    | Jemma Reekie     | GBR Grã-Bretanha   | 1:56.90 | Recorde pessoal      |
| 5                 | 2    | Wang Chunyu      | CHN China          | 1:57.00 | Recorde pessoal      |
| 6                 | 7    | Habitam Alemu    | ETH Etiópia        | 1:57.56 | Recorde da temporada |
| 7                 | 1    | Alexandra Bell   | GBR Grã-Bretanha   | 1:57.66 | Recorde pessoal      |
| 8                 | 5    | Natoya Goule     | JAM Jamaica        | 1:58.26 |                      |

Legenda
| Recorde mundial      | Recorde mundial (World record)               |                       | Recorde africano                      | Recorde africano (African) |                                           | Q | Classificado por posição (Qualified) |
| Recorde olímpico     | Recorde olímpico (Olympic record)            | Recorde da América    | Recorde da América (Americas)         | q                          | Classificado por melhor tempo (Qualified) |   |                                      |
| Melhor marca do ano  | Melhor marca do ano (World leading)          | Recorde asiático      | Recorde asiático (Asian)              | DNS                        | Não largou (Did not start)                |   |                                      |
| Recorde nacional     | Recorde nacional (National record)           | Recorde europeu       | Recorde europeu (European)            | DNF                        | Não terminou (Did not finish)             |   |                                      |
| Recorde pessoal      | Recorde pessoal do atleta (Personal best)    | Recorde da Oceania    | Recorde da Oceania (Oceania)          | DSQ / DQ                   | Desclassificado (Disqualified)            |   |                                      |
| Recorde da temporada | Recorde da temporada do atleta (Season best) | Recorde sul-americano | Recorde sul-americano (South America) | NM                         | Sem marca (No mark)                       |   |                                      |